# باشگاه فوتبال ای‌بی‌ام گلکسی
باشگاه فوتبال ای‌بی‌ام گلکسی که به طور کامل با نام او بون مارچه گلکسی شناخته می‌شود، یک باشگاه فوتبال نیمه حرفه‌ای است که در پورت ویلا، وانواتو، در سال ۲۰۱۴ تأسیس شد.
از زمان شکل‌گیری، این باشگاه از صعود سریعی در رده‌های فوتبال وانواتوایی برخوردار بوده است، با قهرمانی در دسته دوم در فصل ۱۵–۲۰۱۴، لیگ دسته اول در فصل ۱۸–۲۰۱۷و در لیگ فوتبال پورت ویلا در فصل ۱۹–۲۰۱۸.

## افتخارات
- لیگ دوم پورت ویلا: ۱ قهرمانی
- لیگ اول پورت ویلا: ۱ قهرمانی
- لیگ برتر پورت ویلا: ۱ قهرمانی
- سوپر لیگ ملی وانواتو: ۱ قهرمانی